# 1869 Philoctetes
1869 Philoctetes је Јупитеров тројански астероид са средњом удаљеношћу од Сунца која износи 5,258 астрономских јединица (АЈ).
Апсолутна магнитуда астероида је 11,0.